# Fosforan srebra
Fosforan srebra, Ag
3PO
4 – nieorganiczny związek chemiczny, sól kwasu fosforowego i srebra na I stopniu utlenienia.
Jest żółtym ciałem stałym, słabo rozpuszczalnym w wodzie (jego iloczyn rozpuszczalności wynosi 8,89×10−17). Używany jest w fotografice, medycynie i w optyce.